# Leon Roppolo
Leon Joseph Roppolo (* 16. März 1902 in Lutcher, Louisiana; † 5. Oktober 1943 in New Orleans), genannt Rap, auch Leon Rappolo, war ein US-amerikanischer Jazz-Klarinettist und -Saxophonist (Alt), bekannt als Mitglied der „New Orleans Rhythm Kings“.

## Leben und Wirken
Roppolo wurde in eine sizilianisch-stämmige Familie geboren – die Eltern hatten einen Kolonialwarenladen- und zog mit ihr 1912 nach New Orleans. Seine Familie war musikalisch, sein Vater spielte Klarinette (an die der Sohn aber zunächst nicht herandurfte) und der Großvater war ein bekannter klassischer Klarinettist in Sizilien (Leon Rappolo). Roppolos Vater war ebenfalls Konzertmusiker gewesen, leitete Bands und unterrichtete Musik. Er lernte zuerst Violine, wechselte dann aber zur Klarinette, die auch ein entfernter Verwandter in der Marching Band von Papa Jack Laine spielte. Er spielte zunächst in Vaudeville Theatern mit der Sängerin Bee Palmer (bekannt als „Shimmie Queen“). Mit seinen Jugendfreunden, dem Posaunisten George Brunies und dem Kornettisten Paul Mares, spielte er in der Umgebung von New Orleans und auf Schaufelraddampfern und ging mit ihnen 1921 nach Chicago, wo sie in der Band des Clubs „Friars Society“ spielten. Daraus wurden dann 1922 die New Orleans Rhythm Kings (NORK), eine rein weiße Band mit Mares als Leiter, der auch offen die Vorbildrolle von King Oliver anerkannte. Im August 1922 machten sie ihre ersten Aufnahmen mit Soli von Roppolo, die vielfach als erste Solo-Aufnahmen im Jazz gelten. Die NORK hatten großen Einfluss auf junge (weiße) Jazzmusiker wie Bix Beiderbecke und Benny Goodman, insbesondere in Chicago (wie die Musiker der Austin High School Gang). Nach der Auflösung der Band 1923 (sie bestand nur anderthalb Jahre) ging Roppolo mit Mares nach New York zum Orchester von Al Siegel. Roppolo soll damals auch mit den Original Memphis Five und den California Ramblers aufgenommen haben; die Aufnahmen scheinen aber verloren zu sein. Roppolo und Mares nahmen ein letztes Mal mit den NORK im Juli 1923 in Chicago auf. Roppolo spielte danach noch in Texas mit Peck’s Bad Boys und in Minneapolis mit dem Orchester von Carlisle Evans. Als er erkrankte ging er 1924 nach New Orleans zurück, wo er kurze Zeit in einer von Mares gegründeten Neuauflage der Rhythm Kings und dann im Halfway House Orchestra spielte. Er zeigte aber schon in Chicago Anzeichen einer Geisteskrankheit, die sich etwa in plötzlichen Wutausbrüchen äußerte – möglicherweise die Spätfolgen einer Syphilis, andere erwähnen seinen starken Marihuana-Konsum. 1925 wurde er in eine staatliche Nervenheilanstalt eingewiesen, wo er bis auf kurze Unterbrechungen bis zu seinem Tod 1943 blieb. Er spielte dort ebenfalls in einer Band und gelegentlich mit lokalen Bands.